# Fernando Mamede
Fernando Eugénio Pacheco Mamede (ur. 1 listopada 1951 w Beja) – portugalski lekkoatleta, średnio- i długodystansowiec, trzykrotny uczestnik igrzysk olimpijskich, były rekordzista świata.

## Życiorys
Początkowo specjalizował się w biegach średniodystansowych. Wystąpił w biegu na 800 metrów na mistrzostwach Europy juniorów w 1970 w Paryżu, lecz odpadł w eliminacjach. Na mistrzostwach Europy w 1971 w Helsinkach odpadł w eliminacjach biegów na 800 metrów i na 1500 metrów. Odpadł w biegach eliminacyjnych na tych dystansach oraz w sztafecie 4 × 400 metrów na igrzyskach olimpijskich w 1972 w Monachium.
Na mistrzostwach Europy w 1974 w Rzymie odpadł w półfinale biegu na 800 metrów i eliminacjach biegu na 1500 metrów. W taki sam sposób zakończył udział w igrzyskach olimpijskich w 1976 w Montrealu.
Później zaczął startować na dłuższych dystansach. Zajął 15. miejsce w finale biegu na 5000 metrów na mistrzostwach Europy w 1978 w Pradze. 30 maja 1981 w Lizbonie ustanowił rekord Europy w biegu na 10 000 metrów z czasem 27:27,7. W następnym roku stracił ten rekord na rzecz innego Portugalczyka Carlosa Lopesa, ale go odzyskał 9 lipca 1982 w Paryżu z rezultatem 27:24,39. Na pierwszych mistrzostwach świata w 1983 w Helsinkach zwyciężył w eliminacjach biegu na 10 000 metrów z czasem 27:45,54, ale w finale zajął 14. miejsce po upadku na pierwszym wirażu.
2 lipca 1984 w Sztokholmie ustanowił rekord świata w biegu na 10 000 metrów z czasem 27:13,81, poprawiając poprzedni rekord należący od 1978 do Henry’ego Rono z Kenii o 8,69 s. Wynik Mamede był rekordem świata do 18 sierpnia 1989, kiedy to Arturo Barrios z Meksyku uzyskał czas 27:08,23. Mamede był faworytem na tym dystansie podczas igrzysk olimpijskich w 1984 w Los Angeles. Zwyciężył w biegu eliminacyjnym, lecz zszedł z bieżni w czasie biegu finałowego. 
Swój jedyny indywidualny medal na dużej imprezie międzynarodowej zdobył na mistrzostwach świata w biegach przełajowych w 1981 w Madrycie, gdzie zajął 3. miejsce w biegu seniorów. Był również brązowym medalistą w drużynie na mistrzostwach świata w biegach przełajowych w 1984 w East Rutherford.
Był mistrzem Portugalii w biegu na 800 metrów w 1973, w biegu na 1500 metrów w 1976 i 1979, w biegu na 10 metrów w latach 1977 i 1980–1982 oraz w biegu przełajowym w latach 1979–1981, 1985 i 1986.

## Rekordy życiowe
- bieg na 800 metrów – 1:47,5 (2 września 1974, Rzym)
- bieg na 1500 metrów – 3:37,98 (29 lipca 1976, Montreal)
- bieg na milę – 3:59,43 (6 sierpnia 1976, Edynburg)
- bieg na 2000 metrów – 5:00,8 (10 czerwca 1984, Lizbona)
- bieg na 3000 metrów – 7:43,94 (26 sierpnia 1983, Bruksela)
- bieg na 5000 metrów – 13:08,54 (17 września 1983, Tokio)
- bieg na 10 000 metrów – 27:13,81 (2 lipca 1984, Sztokholm)
- bieg na 10 kilometrów – 28:11 (2 czerwca 1985, Londyn)
- bieg na 10 mil – 47:53 (22 maja 1988, Antwerpia)
- półmaraton – 1:04:58 (24 stycznia 1988, Nara)